# Premio Ramon Llull
Los premios Ramon Llull son galardones otorgados anualmente por el Gobierno de las Islas Baleares a personas o entidades de las Islas Baleares que hayan sobresalido en los ámbitos cultural, deportivo, jurídico, empresarial, cívico, humanitario, de investigación, de la enseñanza y lingüístico.
Su entrega se suele realizar anualmente en uno de los actos conmemorativos por el día de las Islas Baleares juntamente con la Medalla de Oro de la Comunidad Autónoma. 

## Galardonados

### 1997
Josep Alcover Llompart, Margalida Alemany Enseñat, Eladi Homs Zimmer, Gabriel Llompart Moragues, Aina Moll Marquès, Joan Pons Álvarez, Baltasar Porcel Pujol, Bartomeu Català Barceló, Bartolomé Enseñat Estrany, Enric Fajarnés Cardona, Andreu Ferret Sobral (a título póstumo), Felicià Fuster Jaume, Aligi Sassu, Angela von Neumann, Xesc Forteza Forteza

### 1998
Jordi Nebot (a título póstumo), Maria Camps Rosselló, Josep Maria Casasayas Truyols, Manuel Elices Calafat, Miquel Ferrà Martorell, Llorenç Fluxà Figuerola (a título póstumo), Jaume Mir Mateo, Jaume Mir Ramis, Rafael Nadal Nadal, Antoni Planells Tur "planes", Gabriel Rebassa Oliver (a título póstumo), Mariano Riera Torres, Melcior Rosselló Simonet, Guillem Timoner Obrador, Joan Torres Mayas "Joan des Moliner", Catalina Valls Aguiló, Yannick Vu

### 1999
No concedidos.

### 2000
Maria del Mar Bonet Verdaguer, Caixa d'Estalvis de Pollença "Colonya", Miquel Alenyà Fuster, Cristòfol Serra Simó, Climent Garau Arbona, Bartomeu Suau Serra

### 2001
Rafel Tur Costa, Maruja Alfaro i Brenchat, Andreu Ripoll i Muntaner, Jocelyn Nigel Hillgarth, Andreu Murillo Tudurí, Llorenç Tous Massanet, Fundació Deixalles, Margalida Fullana, Joan Llaneras, Xavi Torres

### 2002
Joan Riudavets Moll, Confederación de Asociaciones de Vecinos de las Islas Baleares, Asociación Parálisis Cerebral de Baleares (ASPACE), Josep Campaner Puigserver, Encarnació Viñas Olivella, Antoni Roig Muntaner, Gabriel Galmés Truyols, Carme Riera, Anthony Bonner, Bartomeu Bennàssar Vicenç, Bartomeu Melià Lliteras, Pere Quetglas Ferrer (Xam), Coral Universitària, Grup musical Uc, Antònia Buades Vallespir (Madò Buades)

### 2003
Antoni Catany Jaume, Miquel Brunet Miquel, Bernat Nadal Ginard, Ferran Morell Brotard, Guillem Mateu i Mateu, Vicenç Maria Rosselló i Verger, Societat d'Història Natural de les Balears, Pere Melis Pons, Maria Antònia Oliver Cabrer, Josep Marí Marí, Isidor Marí i Mayans, Lluís Moya Bareche, Sebastià Arrom i Coll, Grups d'Esplai de Mallorca, Cucorba, Pere Serra Colomar, Pilar Benejam i Arguimbau, Elena Gómez Servera, Guillem Vidal Andreu

### 2004
Mostra Internacional Folklòrica de Sóller, Vicente Rotger Buils, Miquel Coll Carreras, Bartomeu Barceló Quetgles «Tolo Güell», Josep Miró Nicolau, Gabriel Oliver Capó, Sor Francisca Serra Llabrés, Pere Bonnín Aguiló, Carme Font Jaume, Román Piña Homs, Aina Montaner Rotger, Fundació Barceló, Ja t'ho diré, Llorenç Vidal Vidal, Pacífic Camps Coll, Antònia Vicens Picornell, Joan Prats Bonet, Vicente Planas Hevia, Ramon Rotger Moner, Joan Juaneda Rover, Joan Femenia Perelló, Fundació Kovacs, Agrupació Mèdica Balear (AMEBA), Julià Vilàs Ferrer, Francesc Oleo Carrió

### 2005
José María de Olivar y Despujol, Centre d'emergències 112 de Madrid, Catalina Bufí Juan, Bernat Pomar Pomar, Gabriel Seguí Mercadal, Andrés Seguí Mercadal, Asociación de Amigos de la Ópera de Mahón, Alexandre Ballester Moragues, Agrupación Folclórica Aires de Muntanya, Vicenç Matas Morro, Llorenç Fluxà Rosselló, Joan Miralles Lladó, Joan Nadal Cañellas, Jean Dausset, Francisco Fornals Villalonga, Felipe Moreno Rodríguez, Rafaela Gomila Garcia, Simó Andreu Trobat, Ramon Serra Isern, Rafel Torres Bosch, Antoni Obrador Vidal, Miquel Àngel Nadal Homar, Marc Ferragut Fluxà, Maria Teresa Matas Miralles, María José Hidalgo, Àgueda Vadell Pons, Menorca Bàsquet, Luis Alejandre Sintes, Josep Torres Riera, Josep Jaume Pons, Maria Barceló Crespí, Antoni Cardona Sans, Miquel Ferrer Flórez

### 2006
Fèlix Grases Freixedas, Miquel Codolà Camps, Fundación Juan March, Margarita Retuerto Buades, Concha García Campoy, Margalida Llobera Llompart, Margaluz, Erwin Bechtold, Josep Orlandis Rovira, Cristòfol Veny Melià, Josep Miquel Vidal Hernández, Josep Colomar Juan, José Cerdà Gimeno, Miquel Bosch Flexas, María Vázquez Pulgarín, Rafel Socias Miralles, Ernesto Ramon Fajarnés, Rafel Marí Llacer, Bartolomé Marí-Mayans Tur, Mateu Cladera Matas, Joan Llompart Coll, Torrelló, Tomàs Montserrat Domingo, Bartomeu Salleras Fuster, Demetrio Jorge Peña Collado, Mariano Ribas Ribas, Joan Ferrer Torres, Joan Guasch Marí (Can Bernat Vinya), Jaume Grimalt Obrador, Antoni Prats Calbet, N'Agneta, Maria Mayans Juan, José Serra Costa, Vicenç Mayans Escandell, Antonio Cardona Torres

### 2007
Caty Juan de Corral, Damià Seguí Colom, Vicenç Torres Esberranch, Rosa Planas Ferrer, Beatriz Anglada-Camarasa Huelin, Congregació de les Germanes Franciscanes Filles de la Misericòrdia, Pere Canals Morro, Lluís Rullan Colom, Santiago Izaguirre Calvo, Ferran Perelló Santandreu, Maria Esteva Ferrer, Elicio Ámez Martínez, Ponç Pons Giménez, José Castelló Guasch, Francesc Obrador Moratinos, María Magdalena Cladera Carriquiry, Luis Llorens Nebot, Patricia Rosselló Palmer, José Alfonso Ballesteros Fernández, José Francisco Conrado de Villalonga, Pau Vallbona Vadell, Unió d'Associacions i Centres d'Assistència a Minusvàlids, José Torrens Vallés, Sebastià Crespí Rotger, Joan Bauzà Bauzà, Luis Fernández Pombo, Ricky «Lash» Lazaar, Can Molinas, Lleonard Muntaner i Mariano, Antoni Marí Calbet, Antoni Mut Calafell

### 2008
Antoni Obrador i Adrover, Toni Roig i Sierra, Concepció Balboa Buika Conxa Buika, Cor de la Fundació Teatre Principal de Palma, Elies Torres i Tur, Ferran Pujalte i Vilanova, Associació Fòrum per la Qualitat (FOQUA), Guillem López Casasnovas, Guillem Rosselló Bordoy, José Antonio Fortuny Pons, Lluís M. Pomar i Pomar, María de los Llanos Lozano Guevara, María Salleras Juan, Maria Lluïsa Suau, Maria Tur i Juan «Marieta de Can Vicent Xeroni», Mateu Castelló i Mas, Miquel Àngel Riera i Nadal, Miquel Munar Ques, Personal de cures pal·liatives d'atenció primària a l'Hospital Joan March i a l'Hospital General, Rodolfo Fernández Farrés, Maria Rosa Bueno Castellano

### 2009
Antònia Font, Jaume Adrover i Noguera, Associacions Can Gazà-ICES, Es Refugi i Zaqueo (ex aequo), Bartomeu Barceló i Pons, Manolo Bonet Fuster, Oriol Bonnín, José Costa Ferrer, Carlos Cristos González (a título póstumo), Josep Darder Seguí (a título póstumo), Miquel Duran Pastor, Els Valldemossa, FEIAB, Hermandad de Maestros Jubilados y Maestras Jubiladas de las Islas Baleares, Cristòfol Guerau de Arellano i Tur, IES Politècnic, Joan Lacomba Garcia, Miquela Lladó, Úrsula Mascaró, Maria Antònia Pascual i Joana Vanrell (ex aequo), Maria Misericòrdia Ramon Juanpere, Margalida Ribas Prats, Joana Maria Roman Piñana, Llorenç Serra Ferrer, Joan Veny i Clar, Pere Mascaró Pons (a título póstumo), Joan Riera Ferrari.

### 2010
Federación Empresarial Hotelera de Mallorca, Asociación Hotelera de Menorca y Federación Empresarial Hotelera de Ibiza y Formentera, Bàrbara Mesquida Mora, Joan Moll Marquès, Juan Luis Sánchez, Jordan Masnou, Bet Salom Pons, Cercle d'Economia, Miquel Àngel Llauger Llull (a título póstumo), La Sonrisa Médica, Equip paralímpic que participà en els Jocs Olímpics de Pequín de 2008, Col·legi Públic de Pràctiques, Daniel Monzón, Marta Monfort, Antonio de Lacy Fortuny, Miquel Àngel Roig-Francolí Costa, Hilario Serra Mayans, Federació d'Associacions de Dones de Mallorca, Associació Voltor, Lluís Ferrer Caubet, Neus Torres Costa.

### 2011
Agustí Villaronga Riutort, Eulàlia Serra Torres, José Carlos Llop Carratalá, Isabel Maria Roser Hernández, Josep Quetglas Riusech, Úrsula Pueyo Marimón, Juventudes Musicales de Palma de Mallorca, Juventudes Musicales de Mahón, Juventudes Musicales de Ciudadela, Joan Nicolau Garí, Federació Balear d'Espeleologia, Josep Lluís Sureda i Carrión, mossèn Antoni Gili Ferrer (a título póstumo), Antoni Torrens Gost, Orfeó Maonès, Isabel Cerdà i Soler (a título póstumo), Editorial Mediterrània Eivissa, Associació de Veïns del Terreno, Ressonadors, Manuela de la Vega Llompart.

### 2012
Mariano Sacristán García (a título póstumo), Cossiers de Montuiri, Valentí Puig Mas, Joan Guaita Esteva, Víctor Guerrero Ayuso, Servicio de Extinción de Incendios y Salvamento del Consejo Insular de Ibiza, Federación de Collas de Baile y Cultura Popular de Ibiza y Formentera, Vicente Macián Cólera (a título póstumo), Sergi Llull Melià, Aires Formenterencs.

### 2013
Ferrocarril de Sóller, SA, Andreu Ripoll Gozalbo (a título póstumo), Observatori Astronòmic de Mallorca (OAM), Colegio Nuestra Señora de Montesión, Vicent Guasch Tur (a título póstumo), Forn de sa Pelleteria, Setmanari El Iris, Ferran Cano Darder, Pedro Pizá Caffaro y Luis Martín Soledad.

### 2014
Teatro Principal de Mahón, Bartomeu Bestard Bonet, Jaume Ensenyat Julià, Moda Adlib, Asociación de Vecinos del Pilar de Formentera, Escolanía de Lluch, Josep Planells Bonet, Pau Seguí Pons (a título póstumo), Associació d'Industrials de Mallorca.

### 2015
Josep Pinya Bonnín, Pepe Ferrés Zendrera (a título póstumo), ISBA, Societat de Garantia Recíproca, Alonso Marí Calbet, EAPN Illes Balears, Xarxa per a la Inclusió Social, Societat Casino 17 de Gener, Plataforma de Afectados por el Deslinde de la Costa de Formentera, Juntes de l’Associació Espanyola Contra el Càncer de Menorca - AECC (juntas locales de Mahón y Ciudadela), Asociación Alba de Menorca, Asociación Ibiza y Formentera contra el Cáncer (IFCC), Associación Española Contra el Cáncer (Junta Local de Ibiza y Formentera), Movimiento Pitiuso Pro Radioterapia, Unidad de Coordinación de Trasplantes del Hospital Universitario de Son Espases, Antoni Riera Moreno, Jaume Mascaró i Pons (a título póstumo).

### 2016
Real Club Deportivo Mallorca, Grupo Filarmónico del Ateneo de Mahón, Escuela de Turismo de Ibiza, Fundación RANA (Red de Ayuda a Niños Abusados), Teatre de Manacor, Rosa Maria Taberner Ferrer, Joan Miralles Montserrat, Escola Municipal de Mallorquí, Elvira Badia Corbella, Miquel Ametller Caules, Bernat Pons Casals (a título póstumo), Jaume Ferrer Marí, Francesc Marí Mayans “(En Xicu d’Es Capri)”.

### 2017
Associació Balear de Persones amb Discapacitat Física (ASPROM), Asociación Insular de Atención a Personas con Discapacidad de Menorca (ASINPROS), Unión de Payeses de Mallorca, Asociación Memoria de Mallorca y Fórum por la Memoria de Ibiza y Formentera (conjuntamente), Felip Cirer Costa, Alicia M. Sintes Olives, Islas por un Pacto, Unidad de Seguridad del Paciente, Federación de Cooperativas de las Islas Baleares, Isidor Torres Cardona, Alba Torrens Salom, Marcus Cooper Walz.

### 2018
Santiago Colomar Ferrer, Simon Orfila Riudavets, Taula de Xarxes del Tercer Sector Social, Club Náutico de Ibiza, Lobby de Mujeres de Mallorca, Agrupaciones de Voluntarios de Protección Civil, Astilleros de Mallorca, Teatre del Mar, José Castro Aragón, Merche Chapí Orrico, Deborah Bridget Hellyer y Manel Marí (a título póstumo).

### 2019
Enric Majoral Castells, Coro Ciudad de Ibiza, Handbol Club Puig d'en Valls, Teatre infantil Sant Miquel, Náutica Reynés, Voluntarios de las Islas Baleares de Proactiva Open Arms y Proem-Aid, Cooperativa Agrícola Sant Bartomeu de Sóller, Joan Llobera Cànaves, Catalina Cantarellas Camps, Rossy de Palma y Macarena de Castro.

### 2020
Premi Born de Teatre, Javier Adolfo Coll Pons, Pilar Castelló Ramon, Esperança Riera Riera, Pilar Bonet Cardona, Rosa Esteva, Mario Mola Díaz, Catalina Corró Llorente, Xavier Pastor i Gràcia, Gordiola Vidrios de Arte, Javier Cortés Bordoy, Federació de Confraries de Pescadors, Corporació RTVE Illes Balears y Coordinadora de ONGD de las Islas Baleares.

### 2021
Sector primario, Trabajadores de servicios esenciales, Empresas de sectores esenciales, trabajadores y trabajadoras de los servicios sociales, la industria, los gestores administrativos, la comunidad educativa y universitaria, el voluntariado, los cuerpos y fuerzas de seguridad y los trabajadores de la seguridad en el sector privado, sector cultural, personas trabajadoras y usuarias de residencias y la ciudadanía. Todos estos sectores fueron premiados por su papel durante la pandemia del COVID-19.

### 2022
Fina Salord, Consuelo Marqués, Lina Tur, Isabel Echárri, Vicent Serra 'Blai' (a título póstumo), Miguel Jaume Roig, Miquel Fiol, Anna Traveset, Virginia Torrecilla; la organización sin ánimo de lucro Esment, la galería de arte 6A por su taller de estampación, el conjunto de las asociaciones de pacientes, el Moviment Escolta i Guiatge y la Federación de Ciclismo de Baleares.

### 2023
Marià Castelló, Trinitarias de Santa Eulària, Marià Torres, Club Vidalba, Llorenç Capellà, Feminismo en la escuela, Joana Mascaró, Quely, Salud Deudero, Maví García, Asociación de Amigos del Pueblo Saharaui y Escuela en Paz, 3 Salud Mental, Fundación Tribunal de Arbitraje y Mediación de las Islas Baleares (TAMIB), Joan Francesc Casasnovas y los servidores públicos.

### 2024
Enric Benito Oliver, Beatriz Morales-Nin, José Antonio Fayas Janer, Mater Misericordiae de Palma, Menorca Talaiòtica, Museo Es Baluard, Joan Planells Ripoll y la galería Xavier Fiol, Lorenzo Santamaría, Illes Balears Palma Futsal, Mariona Caldentey, Cata Coll y Sebastián Pons. Además, a título póstumo, también han recibido el reconocimiento Gabriel Sampol Mayol, Teresa Costa Castelló y María José Massot Ramis de Ayreflor.